# Sahibganj
Sahibganj (en hindi: साहेबगञ्ज ) es una localidad de la India, centro administrativo del distrito de Sahibganj en el estado de Jharkhand.

## Geografía
Se encuentra a una altitud de 36 m s. n. m. a 429 km de la capital estatal, Ranchi, en la zona horaria UTC +5:30.

## Demografía
Según estimación 2010 contaba con una población de 118 991 habitantes.